# Charlotte Martens
Marie Charlotte Martens (* 1. Juli 1898 in Leipzig als Marie Charlotte Steche; † 1. November 1983 in Heiligenhafen, Schleswig-Holstein)  war eine deutsche Dokumentarfilmregisseurin, die in Hamburg und in der DDR tätig war.

## Leben und Wirken

### 1898–1940
Marie Charlotte Steche war Ende der 1920er-Jahre in der Deutsche Volkslichtspiele »Devoli« GmbH in Naumburg an der Saale tätig, die Wanderkinos betrieb und insbesondere „vaterländische Spielfilme“ zeigte. 1928 war sie maßgeblich an der Konkurs-Verschleppung der GmbH beteiligt. Mit dem Geschäftsmann und Schauspieler Erich Claudius erwarb sie anschließend einen Viermastschoner, den sie Pro Arte nannten. Mit dem Bühnenschiff planten sie erfolglos „Werke deutscher Hochkunst“ in der ganzen Welt zu verbreiten.
1931 ließen sich die beiden in Schloss Neuenburg in Freyburg an der Unstrut nieder, um dort eine „Kult- und Kulturstätte zur Pflege von Volkskunst und Laienspiel“ zu gründen. Auch diese Pläne scheiterten. Anschließend gingen sie nach Herrsching am Ammersee in Bayern, wo sie heirateten. 
Charlotte folgte dann ihrem Mann ins besetzte Warschau, wo dieser in der Abteilung Volksaufklärung und Propaganda tätig war. 1940 starb er.

### 1941–1983
1941 heiratete Charlotte den Offizier Johann Martens und nahm seinen Nachnamen an. 
1949 drehte sie für eine Hamburger Filmproduktionsfirma einen Naturfilm über Pflanzen und Tiere auf einer Wiese.
Zwischen 1950 und 1953 war sie in der DDR für die DEFA tätig. Es entstanden etwa sechzehn 15-minütige Dokumentarfilme, die meist landwirtschaftliche und biologische Lehrfilme waren. Ab 1953 filmte sie wieder in Hamburg. Ab 1957 sind keine weiteren Regietätigkeiten von ihr mehr   dokumentiert.
1983 starb Charlotte Martens in Heiligenhafen in Schleswig-Holstein im Alter von 85 Jahren.

## Filmografie
Als Regisseurin drehte sie kurze Dokumentarfilme über landwirtschaftliche und biologische Themen, die meist etwa 15 Minuten lang waren.
Westdeutschland
- 1949 Ein Wiesentag, Gea Kulturfilm Hamburg

DDR
- 1950 Dein Kind, unsere Zukunft
- 1950 Neue Straßen – neue Brücken, auch Drehbuch
- 1950 Auf neuen Wegen, auch Szenarium
- 1950 Schutz vor Tierseuchen[3]
- 1950 Fliegende Gefahr, auch Drehbuch, über Bekämpfung von Fliegen in Stall und Wohnung[4]
- 1950/1951 Feind in Borke und Bast, auch Drehbuch
- 1951 Frauen im neuen Berufsleben
- 1951 Pfennigsucher der Wirtschaft, auch Drehbuch
- 1952 Der Storch, auch Drehbuch
- 1952 Durchführung, auch Drehbuch
- 1952 Vorbereitung, auch Drehbuch
- 1952 Bau eines Traktors
- 1952 Heutrocknung auf Gerüsten, auch Szenarium
- 1952/1953 Die Tuberkulose des Rindes, auch Drehbuch
- 1953 Ein Feind unserer Ernte, auch Drehbuch
- 1953 Alle Frauen helfen mit

Bundesrepublik Deutschland
- 1955 Enten unter sich, Holmer Filmbetrieb KG Maquet & Co. Hamburg[5]
- 1956 Frisches Grün und junge Tiere, Holmer
- 1956 Rosen, Holmer